# RUCOM
«RUCOM» — коммуникационный холдинг, управляющий активами для решения маркетинговых задач крупного бизнеса в трансмедийном пространстве. Включает в себя дифференцированные агентства, комплексно работающие в сфере коммуникационного маркетинга. Направления деятельности: PR, цифровые коммуникации, брендинговые услуги, коммуникационный консалтинг, музыкальный маркетинг, контент-маркетинг, разработка видео-, аудио- и графического контента.
RUCOM был создан в 2013 году Владимиром Левочкиным и Егором Воликом (Владельцами компаний Accord digital, Adastra Digital, L&S Communciations) реструктуризовавшим свои бизнес-активы в формат холдинга.
Консолидация активов нацелена на расширение стратегического влияния группы компании и решение долгосрочных задач:
- Разработку интегрированных кампании и коммуникационных стратегии, направленных на развитие крупного бизнеса.
- Проведение M&A сделок на коммуникационном рынке, партнёрству в коммуникационной, маркетинговой и IT сферах.
- NPD, создание и выведение новых продуктов на рынок.

## История создания

### 2010-2012, Предыстория
- 2009 год, Владимир Лёвочкин и Егор Волик, ранее совместно работавшие в BBDO и TBWА становятся бизнес-партнерами и основывают[1] digital-агентство «Accord Digital».
- В 2011 году Лёвочкин и Волик, совместно с Павлом Соловьёвым, основывают[1] агентство Adastra digital
- В 2012 году основывается[1] агентство LS communications, сфокусированное на стратегическом PR и GR.

### 2013-2014, Объединение в холдинг
- В 2013 году партнеры реструктурируют активы, объединив[1][2] их в холдинг RUCOM. Процесс завершается в начале 2014 года.
- Февраль, в холдинг вступает  немецкое брендинговое агентство Heraldist Архивная копия от 10 сентября 2014 на Wayback Machine, расположенное в Берлине.
- В июне 2014, RUCOM, совместно с Первым музыкальным Издательством, основывают первое[3] агентство музыкального маркетинга в России – First Music Agency Архивная копия от 11 сентября 2014 на Wayback Machine (FMA).

## Крупные кейсы холдинга

### Sennheiser
Разработка и реализация масштабной кампании "Звучит Совершенно!", приуроченная к 70-летнему юбилею компании Sennheiser.

### Le Nez de Courvoisier
Le Nez de Courvoisier — глобальный проект коньячного дома "Courvoisier".
В России он прошёл под названием Секреты Ароматов Courvoiser. Агентство Accord Digital разработало интегрированную рекламную кампанию.

### Ешь, читай, играй, смотри
Кросс-платформенная рекламная кампания, объединившая ведущих производителей digital goods: ivi.ru, mail.ru, bookmate.com в интегрированной промоакции Архивная копия от 10 сентября 2014 на Wayback Machine для холдинга Abi Product.

### Jim Beam, Поединок Вкусов
Jim Beam и Accord Digital разработали коммуникационную кампанию федерального масштаба. В отчетный период времени произошло масштабное увеличение доли рынка клиента, отмеченное крупными международными обозревателями.

### Синергия
Создание коммуникационного центра для флагманского бренда Синергии — водки "Белуга", последующее проведение проектов в рамках стратегии.

### Участие в социальных и благотворительных проектах
- Poverim.ru

Благотворительный проект, занимающийся сбором средств и проведением мероприятии в поддержку больных детей. Фонд закрылся в 2013 году, за время его существования была оказана помощь 19 детям. Агентство Accord digital приняло участие в программе, разработав сайт и дизайн проекта.
- Generation milk

Долгосрочный социальный проект концерна Danone, направленный на образование молодежи и подготовку будущих специалистов в сфере молочной индустрии.
В программе приняли участие несколько вузов и более двадцати колледжей и профессиональных технических училищ по всей стране, проект получил широкий общественный резонанс.
В 2011 году Accord Digital разработали коммуникационную стратегию проекта.  Созданный в ходе работы с Danone видеоролик (Поколение Милк на YouTube) стал лауреатом конкурса "Лучшее корпоративное видео 2013".

## Структура
Окончательная формализация холдинговой структуры завершилась в 2013 году. Активы холдинга направлены на комплексную работу в сфере цифровых коммуникации и предоставление интегрированных кампании.
Активы:
- Adastra Digital — Агентство интегрированных коммуникации.
- First Music Agency — Музыкальный маркетинг, использование музыки и привлечение исполнителей в поддержу брендов. СЕО — Яна Пономаренко.
- L&S Communciations — GR&PR, стратегическая коммуникация, управление медиаполем. СЕО — Юрий Шишкинн.
- Heraldist — Брендинговое агентство, базирующееся в Берлине. СЕО — Adrian Docea.
- Accord Digital — Digital агентство полного цикла.